# 대한민국 헌법 제108조
대한민국 헌법 제108조는 대한민국 헌법의 조항이다.

## 조항
대법원은 법률에서 저촉되지 아니하는 범위안에서 소송에 관한 절차, 법원의 내부규율과 사무처리에 관한 규칙을 제정할 수 있다.